# Arthur Stern

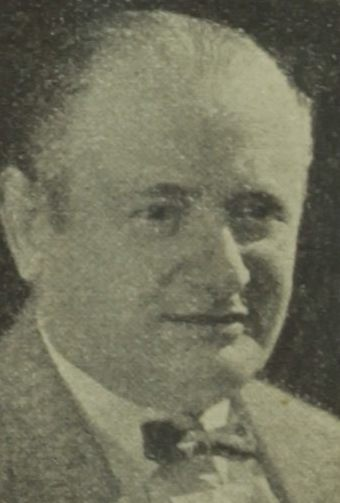
Arthur Stern, um 1924

Arthur Stern (* 15. Juni 1874 in Tábor, Böhmen; † 24. November 1942 in Wien) war ein österreichischer Filmfirmenmanager und Filmverleiher. 

## Leben und Wirken
Sterns frühen Jahre sind derzeit weitgehend nicht rekonstruierbar; vermutlich hat er eine kaufmännische Ausbildung erhalten.
Laut einem Porträt in der Wiener Filmzeitschrift Der Filmbote anlässlich seiner Ernennung zum Kommerzialrat übte Stern zunächst das Buchdruckgewerbe in Prag aus, das er im ersten Jahrzehnt des 20. Jahrhunderts nach Wien verlegt habe. „Auf der Suche nach einem Geschäftszweige, der Internationalität mit Phantasie verbindet“ habe es ihn jedoch ins Filmgeschäft gedrängt, so die Formulierung des „offiziellen Organs des Bundes der Filmindustriellen Österreichs“, ein Fachverband, dessen Präsident Stern von Herbst 1920 (zuvor bereits Vizepräsident) bis Mitte der 30er-Jahre war.
1909 war er als Mitbegründer der 'The Kinoteplan Komp.' nachweisbar. Zwischen Februar 1915 und August 1925 leitete er die 'Allianz-Filmverleih- und Vertriebs-GmbH', eine Gründung (Oktober 1913) seiner Frau Ottilie und Mary Grubingers. Bis 1920 war die Firma ausschließlich im Filmverleih tätig, im Anschluss daran begann sie auch Filme herzustellen. Er leitete auch die Projectograph Kinematographen- und Filmsfabrik, die etwa die Verfilmung von Der junge Medardus nach dem gleichnamigen Theaterstück von Arthur Schnitzler unternahm. Sterns Produktionspalette umfasste sowohl Dokumentar- als auch Werbefilmproduktionen für die Sozialdemokratische Arbeiterpartei Deutschösterreichs.
Nach dem Verkauf der 'Allianz' an die Brüder Philipp und Edmund Hamber im Sommer 1925 wurde Stern die Leitung der Wiener Dependance der UFA angetragen. Im November 1927 schied er dort wieder aus. Zeitgleich (bis 1928) übernahm er auch die Leitung des UFA-Tonkinos im II. Wiener Bezirk. Nebenbei wurde Stern auch als gerichtlicher Sachverständiger in Filmfragen eingesetzt. Für seine Verdienste um die Filmbranche wurde ihm 1924 der Titel Kommerzialrat verliehen.
Nach dem Anschluss Österreichs durch Hitler-Deutschland geriet der jüdische Filmmanager komplett in die Isolation. Arthur Stern starb Ende 1942 in Wien – zu einer Zeit, in der die Deportationen Wiener Juden in vollem Gang waren. Zum Zeitpunkt seines Todes befand sich auch sein Name auf einer Deportationsliste.